# Yerma (film)
Pour plus de détails, voir Fiche technique et Distribution.
Yerma est un film espagnol réalisé par Pilar Távora, sorti en 1998.

## Synopsis
Yerma aspire à devenir mère, mais son union avec un époux distant ne lui a pas permis de concrétiser ce désir. Par ailleurs, Victor la courtise, mais elle se refuse à céder ses avances.

## Fiche technique
- Titre : Yerma
- Réalisation : Pilar Távora
- Scénario : José Luis Garci et Pilar Távora d'après la pièce de théâtre du même nom de Federico García Lorca
- Musique : Vicente Sanchís et Vicente Sánchez
- Photographie : Acácio de Almeida
- Montage : Pilar Távora
- Production : Carlos Jorge Fraga
- Société de production : Artimagen
- Pays :  Espagne
- Genre : Drame
- Durée : 118 minutes
- Dates de sortie : 
  -  Espagne : 25 septembre 1998 (Festival international du film de Saint-Sébastien), 26 février 1999
  -  France : 4 avril 2001

## Distribution
- Aitana Sánchez-Gijón : Yerma
- Juan Diego : Juan
- Irène Papas : la vieille pagane
- María Alfonsa Rosso : la vieille pagane (voix)
- Mercedes Sanz-Bernal : María
- Jesús Cabrero : Víctor
- María Galiana : Dolores
- Reyes Ruiz : la fille de Dolores

## Distinctions
Le film a été nommé doublement au Fotogramas de Plata de la meilleure actrice pour Aitana Sánchez-Gijón (conjointement nommée pour ses rôles dans Celos et Volavérunt) et María Galiana (conjointement nommée pour son rôle dans Solas).